# Кінгфілд (Мен)
Кінгфілд (англ. Kingfield) — місто (англ. town) в США, в окрузі Франклін штату Мен. Населення — 960 осіб (2020).

## Демографія
Згідно з переписом 2010 року, у місті мешкало 997 осіб у 447 домогосподарствах у складі 268 родин. Було 695 помешкань
Расовий склад населення:
| - 97,5 % — білих - 0,9 % — азіатів - 0,4 % — чорних або афроамериканців - 0,2 % — вихідців з тихоокеанських островів - 0,1 % — корінних американців |

До двох чи більше рас належало 0,9 %. Частка іспаномовних становила 0,4 % від усіх жителів.
За віковим діапазоном населення розподілялося таким чином: 20,8 % — особи молодші 18 років, 60,6 % — особи у віці 18—64 років, 18,6 % — особи у віці 65 років та старші. Медіана віку мешканця становила 46,3 року. На 100 осіб жіночої статі у місті припадало 99,4 чоловіків;  на 100 жінок у віці від 18 років та старших — 95,1 чоловіків також старших 18 років.
Середній дохід на одне домашнє господарство  становив 46 788 доларів США (медіана — 38 125), а середній дохід на одну сім'ю — 59 393 долари (медіана — 54 792). Медіана доходів становила 36 250 доларів для чоловіків та 29 107 доларів для жінок. За межею бідності перебувало 12,3 % осіб, у тому числі 18,3 % дітей у віці до 18 років та 1,5 % осіб у віці 65 років та старших.
Цивільне працевлаштоване населення становило 453 особи. Основні галузі зайнятості: мистецтво, розваги та відпочинок — 22,3 %, освіта, охорона здоров'я та соціальна допомога — 22,1 %, роздрібна торгівля — 12,8 %, фінанси, страхування та нерухомість — 7,5 %.